# Sean Payton
Patrick Sean Payton, född 29 december 1963, är en amerikansk fotbollscoach och före detta spelare, som var huvudtränare i New Orleans Saints i National Football League (NFL) till och med 2021. Payton har varit quarterback i Naperville Central High School och Eastern Illinois University och spelade professionellt mellan 1987 och 1988.

## Utmärkelser
- National Football League Coach of the Year Award — AP, SN, PFW, Maxwell (2006)
- Kansas City Committee of 101 NFC Coach of the Year (2006, 2009)
- ESPY Awards Outstanding Team — New Orleans Saints (2010)
- NCAA Silver Anniversary Awards (2012)